# Singles 1965–1967 (album, Golden Earring)
Singles 1965–1967 (nebo také The Singles) je kompilační album nizozemské původně psychedelické rockové skupiny Golden Earrings, vydané v roce 1995 společností BR Music. Obsahuje singly skupiny z let 1965–1967.

## Seznam skladeb
Všechny skladby napsal(i) Rinus Gerritsen a George Kooymans, pokud není uvedeno jinak. 
| Pořadí | Název                                | Autor                               | Délka |
| ------ | ------------------------------------ | ----------------------------------- | ----- |
| 1.     | Please Go                            |                                     | 2:59  |
| 2.     | Chunk of Steel                       | Peter de Ronde, Gerritsen, Kooymans | 2:25  |
| 3.     | Lonely Everyday                      |                                     | 1:44  |
| 4.     | That Day                             |                                     | 2:32  |
| 5.     | The Words I Need                     |                                     | 2:16  |
| 6.     | If You Leave Me                      |                                     | 2:18  |
| 7.     | Waiting for You                      |                                     | 2:27  |
| 8.     | Daddy Buy Me a Girl                  |                                     | 2:43  |
| 9.     | What You Gonna Tell                  |                                     | 1:47  |
| 10.    | Don’t Run Too Far                    |                                     | 2:17  |
| 11.    | Wings                                |                                     | 2:10  |
| 12.    | In My House                          |                                     | 3:58  |
| 13.    | Smoking Cigarettes                   |                                     | 2:20  |
| 14.    | Dream                                |                                     | 2:40  |
| 15.    | There Will Be a Tomorrow             |                                     | 2:19  |
| 16.    | Call Me                              |                                     | 2:18  |
| 17.    | Sound of the Screaming Day           |                                     | 2:54  |
| 18.    | She Won’t Come to Me                 |                                     | 2:34  |
| 19.    | Together We Live, Together We Love   |                                     | 3:10  |
| 20.    | I Wonder – Together We Live and Love |                                     | 3:36  |

## Sestava
- George Kooymans – kytara, zpěv
- Rinus Gerritsen – baskytara
- Jaap Eggermont – bicí
- Frans Krassenburg – zpěv
- další